# Chattanooga Choo Choo
Chattanooga Choo Choo é uma música de 1941, escrita por Mack Gordon e composta por Harry Warren. Foi originalmente gravada por Glenn Miller e sua orquestra e apresentada no filme Quero Casar-Me Contigo (1941). A composição foi indicada ao Oscar de Melhor Canção Original em 1942. Em 1996, a gravação foi introduzida no Grammy Hall of Fame.

## Antecedentes
A música original foi composta enquanto Harry Warren e Mack Gordon viajavam no trem "Birmingham Special" da Southern Railway, de Nova York a Chattanooga, no estado americano do Tennessee. Harry Warren e Mack Gordon escreveram "Chattanooga Choo Choo" um ano antes, para o filme musical da Fox Quero Casar-Me Contigo, que contava com Sonja Henie, John Payne, Glenn Miller e sua orquestra, além dos Nicholas Brothers, lançado em agosto de 1941. Glenn gravou a música para o filme, com vocais de Tex Beneke e The Modernaires, e, em poucas semanas, "Chattanooga Choo Choo" tornou-se a canção número 1 nos Estados Unidos, permanecendo nessa posição por nove semanas no quadro "Best Sellers" da Billboard. Vendeu 1 milhão de discos e foi a primeira gravação a ganhar um disco de ouro desde "My Blue Heaven", com Gene Austin, em 1928.

## Versão em português
"Chattanooga Choo Choo" ganhou uma versão em português de Aloysio de Oliveira, que foi gravada pela cantora e atriz Carmen Miranda em 25 de julho de 1942 e apresentada no filme Minha Secretária Brasileira, da 20th Century Fox, em 1942. A versão em português seguiu mais o som das palavras do que o significado, sem muito (ou nenhum) respeito pelo original. O próprio Aloysio de Oliveira sugeriu que Carmen a cantasse no filme, mas era necessário obter a autorização de Mack Gordon, que só a aprovou porque reconheceu na versão em português o eco de suas palavras em inglês.
Além da gravação de Carmen Miranda, a versão ganhou uma interpretação do cantor e compositor japonês Haruomi Hosono no álbum Tropical Dandy, de 1975.

## Versões covers
Ao longo dos anos, a canção foi gravada por outros artistas, que incluem: Beegie Adair, The Andrews Sisters, Ray Anthony, Asleep at the Wheel, BBC Big Band, George Benson, John Bunch, Caravelli, Regina Carter, Ray Charles, Harry Connick, Jr., The Muppets, Ray Conniff, Ernie Fields, Stephane Grappelli & Marc Fosset, John Hammond, Jr., The Harmonizing Four, Harmony Grass, Ted Heath, Betty Johnson, Susannah McCorkle, Ray McKinley, Big Miller, original por Glenn Miller e sua orquestra em 1941, Richard Perlmutter, Oscar Peterson, Elvis Presley, Spike Robinson, Harry Roy, Jan Savitt, Hank Snow, Teddy Stauffer, Dave Taylor, Claude Thornhill, The Tornados, Guy Van Duser, Bette Midler e Celine Dion.

## Curiosidades
Mais do que um título de canção, Chattanooga é uma cidade conhecida por suas paisagens naturais e atrações turísticas. Localizada próxima aos Montes Apalaches e às margens do Rio Tennessee, tornou-se um dos destinos mais visitados do sudeste dos Estados Unidos.
Um dos principais atrativos de Chattanooga é o forte vínculo da cidade e de seus habitantes com os trens, reflexo de sua rica história como uma das entradas mais importantes para o sul dos EUA. Durante a era das ferrovias, a cidade contava com 14 linhas ferroviárias e recebia até 68 trens por dia.
Atualmente, os trens não são mais um meio de transporte predominante, e a antiga estação ferroviária de Chattanooga foi transformada em um hotel chamado "Chattanooga Choo Choo", em homenagem à famosa canção. O hotel oferece 365 quartos, incluindo 48 suítes de luxo construídas em vagões reais.